# Tinkar
Tinkar est une localité située dans le département de Nako de la province du Poni dans la région Sud-Ouest au Burkina Faso.

## Géographie
Tinkar est situé à environ 5 km au sud de Nako, le chef-lieu du département.

## Histoire
Tinkar a été fondé au début du XXe siècle par l'ethnie Lobi originaire de Nako et plus anciennement du Ghana,.

## Santé et éducation
Le centre de soins le plus proche de Tinkar est le centre de santé et de promotion sociale (CSPS) de Nako tandis que le centre hospitalier régional (CHR) de la province se trouve à Gaoua.